# Sonadora (Guaynabo)
Sonadora es un barrio ubicado en el municipio de Guaynabo en el estado libre asociado de Puerto Rico. En el Censo de 2010 tenía una población de 1334 habitantes y una densidad poblacional de 197,19 personas por km².

## Geografía
Sonadora se encuentra ubicado en las coordenadas 18°17′20″N 66°7′32″O / 18.28889, -66.12556. Según la Oficina del Censo de los Estados Unidos, Sonadora tiene una superficie total de 6,77 km², que corresponden a tierra firme.

## Demografía
Según el censo de 2010, había 1334 personas residiendo en Sonadora. La densidad de población era de 197,19 hab./km². De los 1334 habitantes, Sonadora estaba compuesto por el 78,64% blancos, el 9,3% eran afroamericanos, el 0,07% eran amerindios, el 11,62% eran de otras razas y el 0,37% pertenecían a dos o más razas. Del total de la población el 99,48% eran hispanos o latinos de cualquier raza.